# Karkasse (Küche)

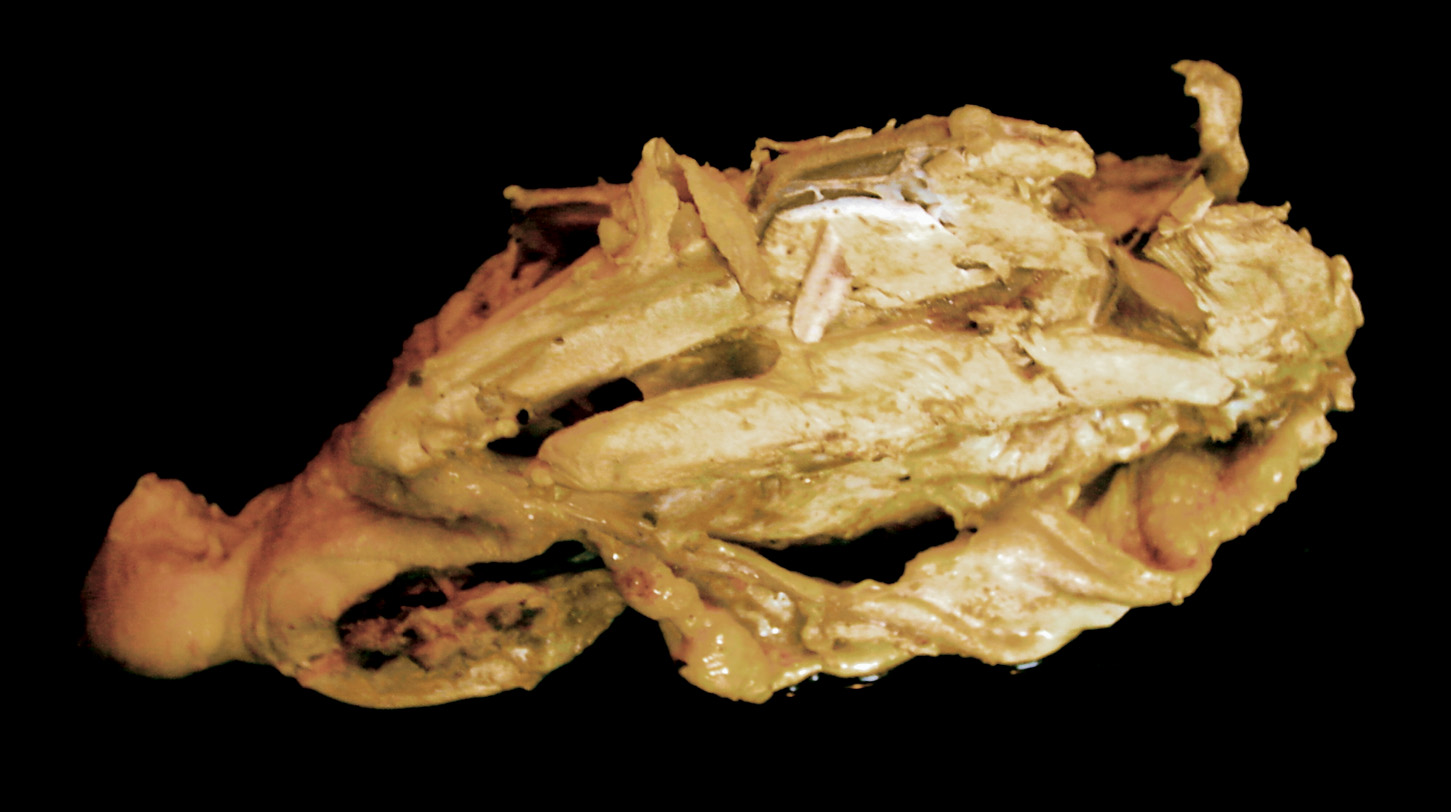
Karkasse eines Huhns nach dem Auskochen

Karkasse (französisch carcasse „Gerippe“) bezeichnet das nach dem Tranchieren meist kleinerer Tiere, wie Geflügel, Kaninchen oder Hase, zurückbleibende Knochengerüst samt eventuell anhaftender Fleisch- und Hautreste. Auch das Skelett von Speisefischen, sowie die ausgenommenen Panzer, Scheren und Beine von Krustentieren, wie Hummer und Krebse, werden als Karkasse bezeichnet.
Karkassen dienen als Grundlage für Fonds und Saucen, denen sie ein kräftiges Aroma verleihen.
Der französische Fachbegriff Carcasse bezeichnet den vollständig ausgenommenen und gegebenenfalls grob zerlegten Körper großer Schlachttiere.